# Nieuwe Kerk (Zierikzee)
De Nieuwe Kerk is een kerk in de stad Zierikzee, in de Nederlandse provincie Zeeland. Het neoclassicistische bouwwerk werd gebouwd in de periode 1835-1848 als opvolger van de in 1832 in de as gelegde Sint-Lievensmonsterkerk, waar nu alleen nog de toren van over is.
Aan het einde van de Tweede Wereldoorlog werd de kerk zwaar beschadigd. Tot 1971 was de Hervormde gemeente te Zierikzee, eigenares van de Nieuwe Kerk. Zij kon vanwege de zware financiële lasten de Nieuwe Kerk niet langer onderhouden. Daarom werd het gebouw in 1971 gesloten. Nadat het gebouw in 1971 in bezit kwam van de Stichting Oude Zeeuwse Kerken, werd het met haar financiële steun, tussen 1978 en 1988 in fasen gerestaureerd.
In 1847 bouwde Kam & Van der Meulen in opdracht van de kerkvoogdij het orgel.